# Bedřich z Teuffenbachu
Bedřich (Fridrich) z Tiefenbachu, nebo též z Teuffenbachu (německy Friedrich von Teuffenbach/Tiefenbach, * 1585 - 27. května 1621, sťat v Innsbrucku) byl rakouský šlechtic a důstojník císařské armády. Pocházel ze štýrského rodu Teuffenbachů z Mayrhofenu.

## Život a kariéra
Bedřich byl nejstarší ze tří synů císařského diplomata Kryštofa z Teuffenbachu (* 1525 nebo 1528 – 1598).
Se svými bratry Rudolfem a Wolfgangem Zikmundem finančně vypomáhal císaři Rudolfovi II. Za 60 000 zlatých získal v léno jako záruku města Olomouc, Brno, Znojmo a Jihlavu.
V srpnu 1608 se přidal na stranu rakouského arcivévody a pozdějšího císaře Matyáše, jenž táhl přes Drnholec do Brna. V roce 1611 se přidal k tažení proti císaři Rudolfovi II. a inicioval odboj moravských stavů. Půjčoval peníze na vyplácení žoldu stavovskému vojsku, za což byl odměněn olomouckými biskupskými statky ve Vyškově a Pustiměři.
S bratry také vystupoval v roce 1610 na olomouckém zemském soudu, s důrazem na to, aby Rakušané, kteří rovněž usilovali o odstranění kardinála Melchiora Klesla a výměnu členů tajné rady, aby popořili své požadavky u krále Matyáše. V roce 1611 byl s bratrem Rudolfem a Jiřím z Hodic jedním z vůdců 4 000 moravských žoldáků, kteří pochodovali se 7 000 Rakušany proti Rudolfovi a Pasovským, kteří napadli Čechy. V roce 1612 doprovázel císaře Matyáš jako komorník ke korunovaci do Frankfurtu, kde byl za svou statečnost pasován na rytíře.
Když roku 1618 v Čechách vypuklo stavovské povstání, tak se k němu Morava v čele s Karlem Starším z Žerotína nepřipojila. Ke změně došlo až tzv. květnovým převratem roku 1619. V tu chvíli se Bedřich z Tieffenbachu (spolu s Ladislavem Velenem ze Žerotína, Vilémem z Roupova a Petrem Sedlnickým z Choltic) stal jedním z vůdců moravských povstalců. Dne 5. srpna 1619 vedl Bedřich stavovská vojska v bitvě u Dolních Věstonic, kde porazil vojska císařského generála Dampierra. V únoru 1620 dobyl Mikulov a zpustošil sídlo kardinála Ditrichštejna. Bedřich však trpěl těžkým revmatismem a po dobytí Mikulova se odebral na léčení do švýcarských lázní Pfeftern. Zde byl zajat vojáky katolických kantonů, přepraven do Innsbrucku a 27. května 1621 popraven stětím jako úhlavní nepřítel císaře.